# Dan-Goulbi
Dan-Goulbi este o comună rurală din departamentul Dakoro, regiunea Maradi, Niger, cu o populație de 31.918 locuitori (2001).